# Storting
Storting ("la Gran Reunió"), és el parlament de Noruega situat a Oslo. L'edifici del parlament va ser completat el 1866 i va ser dissenyat per l'arquitecte Victor Langlet. El Storting és unicameral, però està dividit en dos departaments quant a afers legislatius. Després de les eleccions el Storting escull un quart dels seus membres per a formar el Lagting una mena de "cambra alta", amb els tres quarts restants forma l'odelsting o "cambra baixa".

## Història
El Parlament en la seva forma actual es va constituir primer a Eidsvoll el 1814, encara que els seus orígens es remunten a les allting o assemblees comunes ja al segle ix. Les alltings eren assemblees encarregades de tractar assumptes jurídics i polítics. Gradualment es van formalitzar de manera que les tings, o assemblees, van créixer en trobades regionalitzades que adquiriren el suport i l'autoritat de la corona, fins al punt que a vegades van ser instrumentals en la introducció de canvis en la mateixa monarquia.
Com que Noruega es va unificar com a entitat geopolítica al segle x els lagtings es van establir com a assemblees regionals superiors. Les arcaiques assemblees regionals, Frostating, Gulating, Eidsivating i Borgarting es van fusionar i el corpus de llei va ser unificat sota el comandament del rei Magnus Lagabøte a mitjans del segle xiii. Aquesta jurisdicció es va mantenir significativament fins que el rei Frederic III de Dinamarca i Noruega van proclamar la monarquia absoluta el 1660, que va ser ratificada per l'aprovació de la Llei Reial de 1665, i esdevingué constitució de la Unió de Dinamarca i Noruega, i així va romandre fins al 1814 i la fundació del Storting.
El nombre d'escons al Storting ha variat: des de 1882 hi havia 114 seients, des de 1903 n'hi havia 117, a partir de 1906 n'hi havia 123, des de 1918 n'hi havia 126, des de 1921 augmentaren a 150, de 1973 a 155, de 1985 a 157, de 1989 a 165 i de 2005 als 169 escons actuals.

## Presidència
La presidència del Storting és detinguda pel president del Storting i consisteix en els presidents i vicepresidents del Storting, de Lagting i de l'Odelsting. Els càrrecs actuals són:
- President del Storting: Thorbjørn Jagland
- Vicepresident del Storting: Carl I. Hagen
- President del Lagting: Inge Lønning
- Vicepresident del Lagting: Ola T. Lånke
- President de l'Odelsting: Berit Brørby
- Vicepresident de l'Odelsting: Olav Gunnar Ballo